# Четырёхапсидный храм (Херсонес)
Четырёхапсидный храм (Четырёхапсидная церковь) — останки раннехристианского храма VI века с печью внутри, датируемой позднеримским временем, в Херсонесе Таврическом. Связывается некоторыми исследователями с «чудом святого Капитона», одного из священномучеников Херсонесских. Поздними исследованиями эта гипотеза критикуется. Объект культурного наследия федерального значения.

## История
Был открыт в 1893 году при строительстве артиллерийской батареи и отождествлялся с храмом, построенным в память о «чуде святого Капитона». Во время раскопок здания четырёхапсидного храма, Р. Х. Лепер обнаружил под мозаичным полом остатки печи для пережигания извести. Печь принадлежит к более ранней эпохе, к позднеримскому времени, а само здание церкви — к византийской эпохе. Был сделан вывод, что здание построили над печью и она всё время существовала внутри здания. Первым, кто высказал мысль о связи четырёхапсидного храма с «чудом святого Капитона» и предположение, что эта печь являлась местной святыней, связанной с библейской историей, был историк и археолог К. Э. Гриневич. К одной из известеобжигающей печи была приурочена древняя библейская легенда о чуде с печью и над ней был воздвигнут роскошный храм. Так древняя печь превратилась в христианскую реликвию. Храм, не имеющий алтаря, местоположение печи посреди храма, доминирующее положение постройки — в самой высокой точке города, у главных ворот и по своему устройству мог быть мартирием. Считалось, что четырёхапсидный храм является памятником над местом, легендарно связанным с епископом Капитоном, крестившим Херсонес. Доисследован под руководством В. А. Кутайсова. За три года работ в 1977—1979 годах объект был полностью раскопан, как и крупный бассейн под ним. По итогам была подготовлена публикация «Четырёхапсидный храм Херсонеса» в журнале «Советская археология».
Проведённые дальнейшие археологические доследования, изучение и сравнение письменных источников («Жития святых епископов херсонских», произведение Прокопия «О постройках») показали, что храм был построен примерно в конце второй — третьей четверти VI века и такая датировка соответствует архитектуре здания. Храм существовал до 80-х годов IX века. Всё это подвергло сомнению в отождествлении его с мартирием местного святого. Печь для обжига извести под полом храма не имеет к нему отношения и является случайным совпадением с «печью Капитона». Архитектурная форма постройки не даёт оснований причислить херсонесский тетраконх к мартириям. Археологический контекст не зафиксировал следов паломничества к храму. За всё время существования храма в нём не было найдено ни одного погребения. Отсутствие сведений в письменных источниках и эпиграфических артефактов не даёт оснований предполагать кому был посвящён этот херсонесский храм. Вместе с тем размеры храма делают его уникальным среди простых тетраконхов.